# پروتئینوپلاست

پلاست‌های مختلف

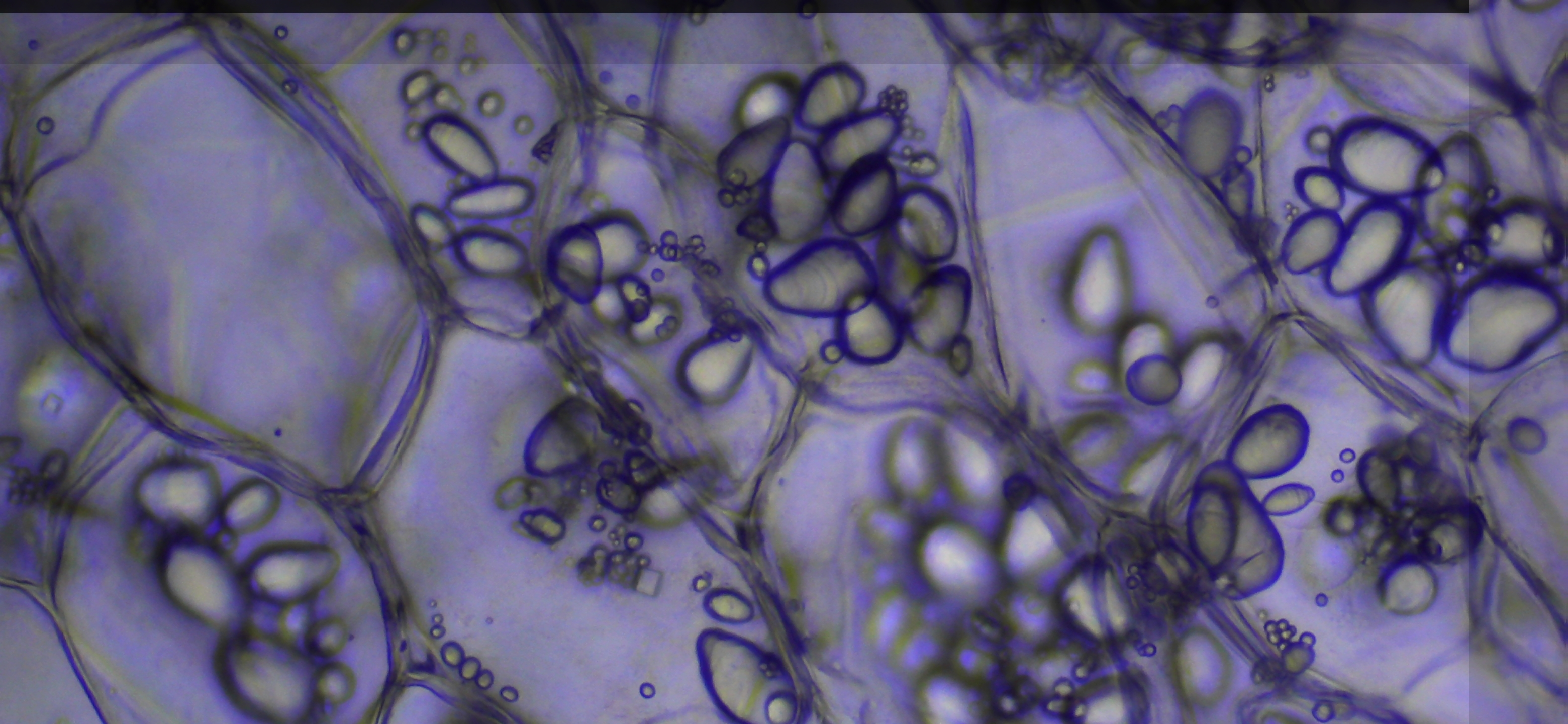
لوکوپلاست‌ها

پروتئینوپلاست‌ها که گاهی پروتئوپلاست، آلئوروپلاست و آلئوروناپلاست نامیده می‌شوند اندامک‌های تخصصی هستند که فقط در سلول‌های گیاهی یافت می‌شوند. پروتینوپلاست‌ها به دستهٔ وسیعی از اندامک‌ها به نام پلاست‌ها تعلق دارند. پلاست‌ها اندامک‌هایی تخصصی و دوغشایی هستند که در سلول‌های گیاهی یافت می‌شوند. پلاست‌ها عملکردهای مختلفی مانند متابولیسم انرژی و واکنش‌های بیولوژیکی را انجام می‌دهند. انواع مختلفی از پلاست‌ها از جمله لوکوپلاست‌ها، کروموپلاست‌ها و کلروپلاست‌ها شناخته شده‌اند. پلاست‌ها بر اساس ویژگی‌هایی مانند اندازه، عملکرد و ویژگی‌های فیزیکی، به دسته‌های مختلفی تقسیم می‌شوند. کروموپلاست‌ها به سنتز و ذخیرهٔ مقادیر زیادی کاروتنوئید کمک می‌کنند. کلروپلاست‌ها ساختارهای فتوسنتزکننده‌ای هستند که به تولید انرژی نور برای گیاه کمک می‌کنند. لوکوپلاست‌ها نوعی پلاست بی‌رنگ هستند که هیچ فتوسنتزی در آن‌ها رخ نمی‌دهد. رنگدانهٔ بی‌رنگ لوکوپلاست بر خلاف آنچه در کلروپلاست‌ها و کروموپلاست‌ها یافت می‌شود به‌دلیل نداشتن اجزای ساختاری تیلاکوئیدها است که منشأ تولید رنگدانه است. پروتئین‌ها در بسیاری از دانه‌ها مانند آجیل برزیلی، بادام زمینی و حبوبات یافت می‌شوند. پروتئینوپلاست‌ها در دههٔ ۱۹۶۰ و ۱۹۷۰ به‌عنوان اجزای پروتئینی بزرگی شناسایی شدند که هم با میکروسکوپ نوری و هم با میکروسکوپ الکترونی قابل مشاهده هستند.